# Cyclocarya
Cyclocarya é um género botânico pertencente à família Juglandaceae.

## Espécies

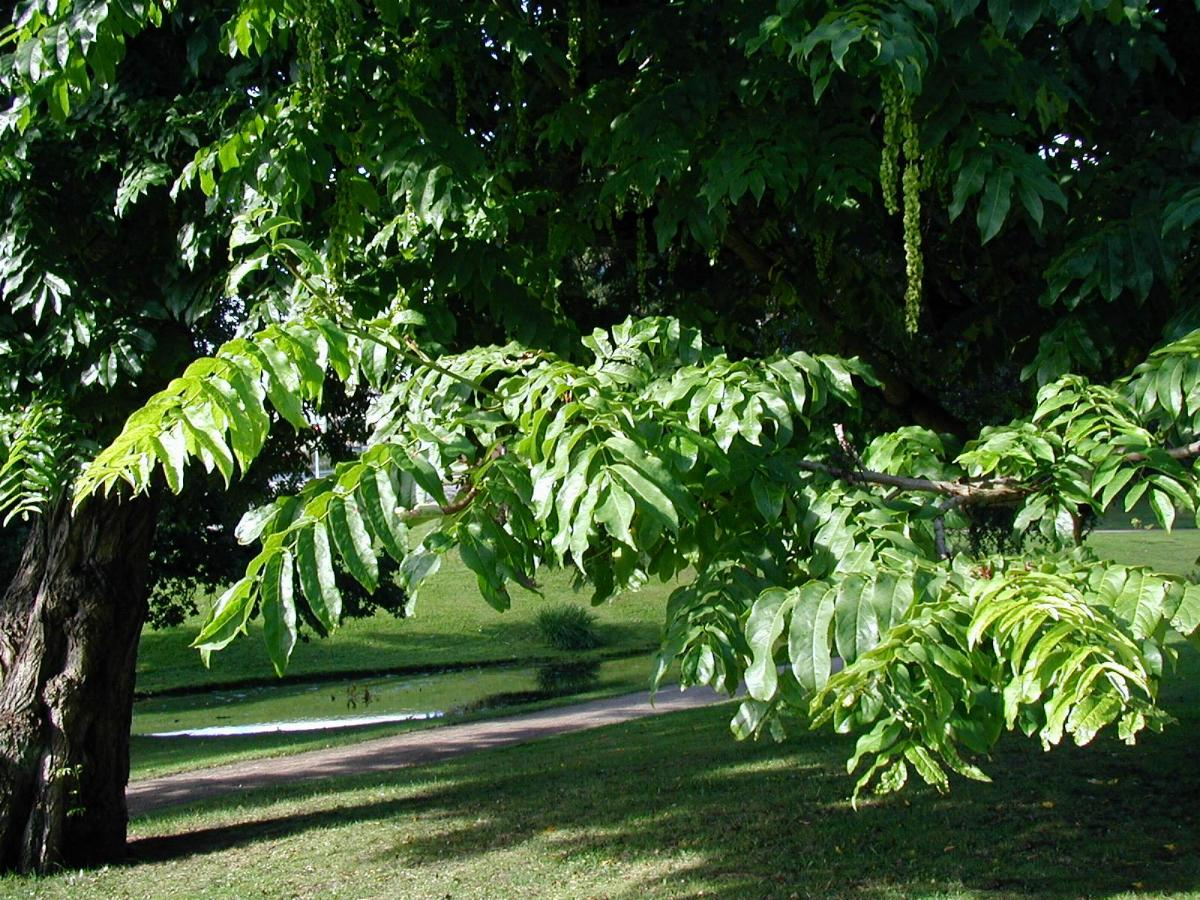
Pterocarya-fraxinifolia

- Pterocarya fraxinifolia
- Pterocarya hupehensis
- Pterocarya macroptera
- Pterocarya rhoifolia
- Pterocarya stenoptera
- Pterocarya tonkinensis